# Konstantin Päts
Konstantin Päts (Tahkuranna, Estonia, 23 de febrero de 1874 - Kalinin, Rusia, 18 de enero de 1956) fue un político estonio, primer presidente de Estonia desde 1938 hasta 1940. Está considerado uno de los estadistas más influyentes en la creación y consolidación de la República de Estonia.
Licenciado en Derecho por la Universidad de Tartu y con formación periodística, entró en política de la mano de Jaan Poska y en sus primeros años luchó por una mayor autonomía de Estonia dentro del Imperio Ruso. Después del fracaso de la revolución de 1905 fue condenado, pero pudo escapar del país y estuvo cuatro años exiliado. En 1918 fue uno de los tres miembros del Comité de Salvación que proclamó la independencia de Estonia, y de inmediato asumió la presidencia del gobierno provisional. Durante la guerra de independencia de 1919 compaginó el liderazgo de la república con el ministerio de Defensa, por lo que también está considerado uno de los fundadores del ejército de Estonia.
Ya en una Estonia independiente, Päts fue líder de la Asamblea de Campesinos, un partido político agrarista-conservador. En su primera etapa multipartidista fue líder de gobierno en cinco ocasiones no consecutivas desde 1921 hasta 1934, siempre bajo gobiernos de coalición inestables. Después de aprobar una reforma constitucional en 1934 para crear un sistema presidencialista, se dio un autogolpe de Estado con apoyo del ejército para neutralizar al populista movimiento Vaps. De este modo comenzó una segunda etapa autoritaria, conocida como «era del silencio», en la que ostentó la jefatura del estado prácticamente sin oposición durante seis años: de inicio como primer ministro y desde 1938 como presidente de Estonia. 
Aunque en la Segunda Guerra Mundial trató de mantener a Estonia en el bloque neutral, se vio obligado a aceptar el tratado de asistencia mutua que facilitó la ocupación de Estonia por parte de la Unión Soviética en 1940. Päts fue arrestado y deportado a Rusia, donde fallecería en un hospital psiquiátrico.

## Biografía

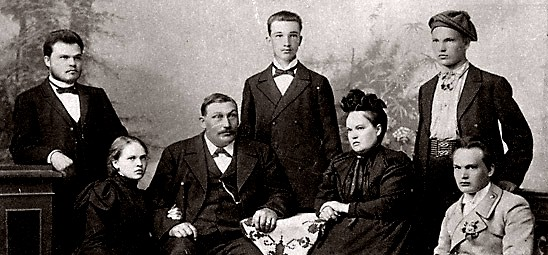
Familia de Konstantin Päts.

Konstantin nació el 23 de febrero de 1874 en Tahkuranna, al oeste de la gobernación de Livonia (actual Estonia), siendo el segundo de cinco hermanos en una familia de agricultores de religión ortodoxa. Tras completar la educación básica y secundaria en Pärnu, se licenció en Derecho por la Universidad de Tartu.
Konstantin estuvo casado durante nueve años con Wilhelma Ida Emilie, fallecida en 1910 por una enfermedad pulmonar mientras él estaba en la cárcel. El matrimonio tuvo dos hijos: Leo (1902-1988) y Viktor (1906-1952).
Además de involucrarse en política, Päts era presidente de la aseguradora Eesti Lloyd y fue uno de los fundadores del club deportivo «Kalev» de Tallin.
Por su contribución en la guerra de independencia, el estado le concedió una granja en Kloostrimetsa, a las afueras de la capital; el edificio principal está actualmente dentro del Jardín Botánico de Tallin y pertenece a los descendientes del mandatario.
Después de que Konstantin Päts perdiese la presidencia de Estonia en 1940, su hijo Leo pudo exiliarse en Suecia mientras que Viktor falleció en la prisión de Butyrka. Los dos hijos de Viktor fueron enviados a un orfanato y sólo sobrevivió el menor, Matti Päts, que también se ha dedicado a la política: ha sido director de la Oficina de Patentes, concejal en Tallin y parlamentario por la conservadora Unión Pro Patria.

## Trayectoria política

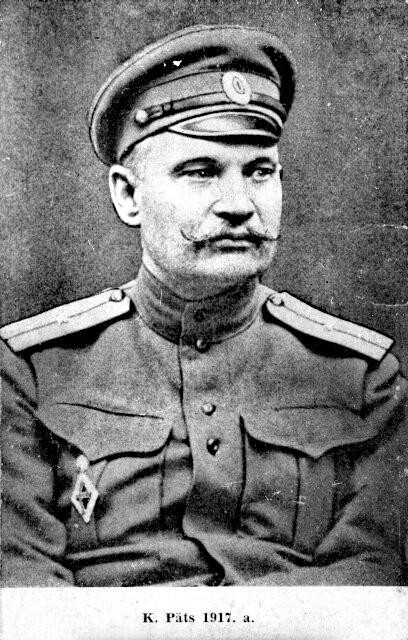
Konstantin Päts en la Primera Guerra Mundial.

Mientras estudiaba en la Universidad de Tartu, empezó a involucrarse en política como editor del periódico Teataja (en estonio, «La Gaceta»), dirigido a los agricultores de origen estonio. Sus inicios estuvieron ligados al abogado Jaan Poska, con quien trabajó y posteriormente colaboró en 1904 para formar una coalición municipal en Tallin. Ese mismo año fue elegido concejal y en 1905 ascendió a teniente de alcalde.
Durante la revolución rusa de 1905 participó sin éxito en un movimiento por la autonomía de las gobernaciones bálticas. Las autoridades del Imperio Ruso cerraron el diario Teataja y le vetaron, razón por la que huyó a Suiza y posteriormente se estableció en Helsinki. Muchos de sus siguientes trabajos se publicaron en Estonia bajo seudónimo y anonimato para eludir la censura. En 1909 regresaría a Rusia por razones familiares, y después de un juicio estuvo encarcelado nueve meses por delitos menores en la prisión Kresty de San Petersburgo, de la que saldría en 1911.
En febrero de 1916 volvió a trabajar con Jaan Poska cuando éste era alcalde de Tallin, pero tuvo que dejarlo al inicio de la Primera Guerra Mundial para enrolarse en el Comité Supremo de Soldados Estonios en el ejército imperial.  
Después de la Revolución de Febrero se mostró partidario de una única gobernación autónoma para Estonia. La Asamblea Provincial (Maapäev) duró unos pocos meses hasta la Revolución de Octubre, pese a lo cual Päts obtuvo un escaño como miembro de la Liga Rural, una formación agrario-conservadora. Una vez la Asamblea quedó abolida, los nacionalistas estonios fundaron en 1918 un Comité de Salvación que estaba compuesto por tres representantes multipartidistas: Konstantin Päts (agrarianismo), Jüri Vilms (laborista) y Konstantin Konik (socialista).
El Comité proclamó el 24 de febrero de 1918 la independencia de Estonia en Tallin, en un contexto de caída del zarismo y debilidad bolchevique. Päts fue nombrado presidente del Consejo de Ministros y ministro del Interior del gobierno provisional de la República. Sin embargo, un día después el ejército alemán avanzó hasta Tallin y él fue enviado a un campo de concentración polaco durante seis meses.
Una vez liberado al final de la guerra, volvería al frente del gobierno provisional en noviembre de 1918. Convencido del poco tiempo que poseía para asegurar la estabilidad del nuevo estado, diseñó una compleja estructura de autogobierno con diferentes grupos profesionales y minorías étnicas, entre ellas la cooperación política con los alemanes del Báltico. Además se le atribuye la creación de la Liga de Defensa Estonia, embrión del actual ejército. Durante la guerra de Independencia compaginó la presidencia con el ministerio de la Guerra, y para el 24 de febrero de 1919 todo el territorio estonio había quedado bajo control del gobierno. 

## Etapa democrática (1918-1934)

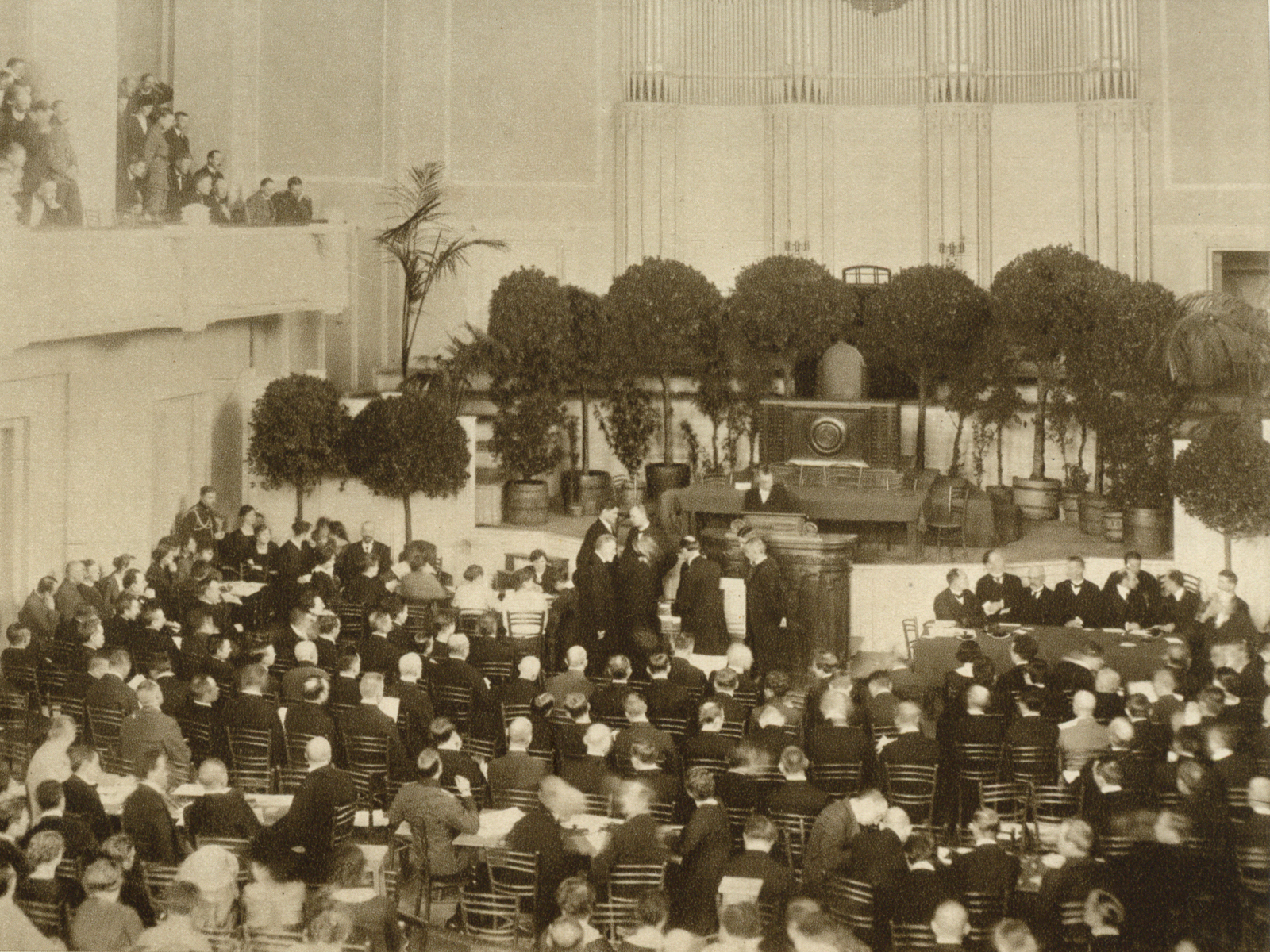
Asamblea constituyente (1920).

Konstantin Päts fue jefe del Estado en cinco etapas no consecutivas entre 1920 y 1934, en un contexto de inestabilidad política: la recién independizada Estonia llegó a tener 18 consejos de ministros distintos en sólo 14 años.
De acuerdo con su cercanía al movimiento agrario, en septiembre de 1919 fundó la conservadora Asamblea de Campesinos (Põllumeeste Kogud), que obtuvo 21 escaños de 100 en las elecciones parlamentarias de 1920. Desde el 25 de enero de 1921 hasta el 21 de noviembre de 1922 ejerció su primer mandato como jefe del Estado en un gobierno de coalición de centroderecha. El nuevo gobierno tuvo que consolidar las estructuras de estado, afrontar una reforma agraria, intentar reducir los privilegios de la nobleza báltica, y mejorar las relaciones comerciales con Finlandia y la Unión Soviética. No obstante, su mandato se vio salpicado por acusaciones de corrupción en el Banco de Estonia y acabaría siendo reemplazado por una coalición del Partido Laborista.
Retomaría el poder tras las elecciones legislativas de 1923, en las que la Asamblea de Campesinos mejoró su representación. Esta vez su dirigencia duró desde el 2 de agosto de 1923 hasta el 26 de marzo de 1924, cuando perdió la confianza del parlamento por sus políticas económicas y por la hiperinflación. Durante siete años permaneció al frente del partido agrario.
En plena Gran Depresión, ostentaría un tercer mandato desde el 12 de febrero de 1931 hasta el 19 de febrero de 1932, esta vez con un gobierno de unidad nacional. 
La creciente inestabilidad le llevó a crear un nuevo partido escoba para las elecciones de 1932, la Unión de Agricultores (AVK), que obtuvo 42 escaños y el 40% de los votos. Sin embargo esa propuesta tampoco funcionó: el cuarto gobierno de Päts duró sólo desde el 25 de noviembre de 1932 hasta el 18 de mayo de 1933 por desavenencias entre las corrientes que lo conformaban. El mandatario se negó a devaluar un 35% la corona estonia como medida de reactivación económica, algo que si hizo su sucesor Jaan Tõnisson pese a la oposición popular. Tan solo cinco meses después, Päts recuperó la jefatura a partir del 21 de octubre de 1933.
Los últimos años de democracia multipartidista en Estonia estuvieron marcados por el ascenso del movimiento Vaps, una organización paramilitar de extrema derecha, que convenció al dirigente para impulsar un referéndum de reforma constitucional. Más del 72% de los electores avaló el cambio hacia un régimen presidencialista, por lo que Päts asumió ese rol en funciones hasta la convocatoria de elecciones.

## Etapa autoritaria (1934-1938)

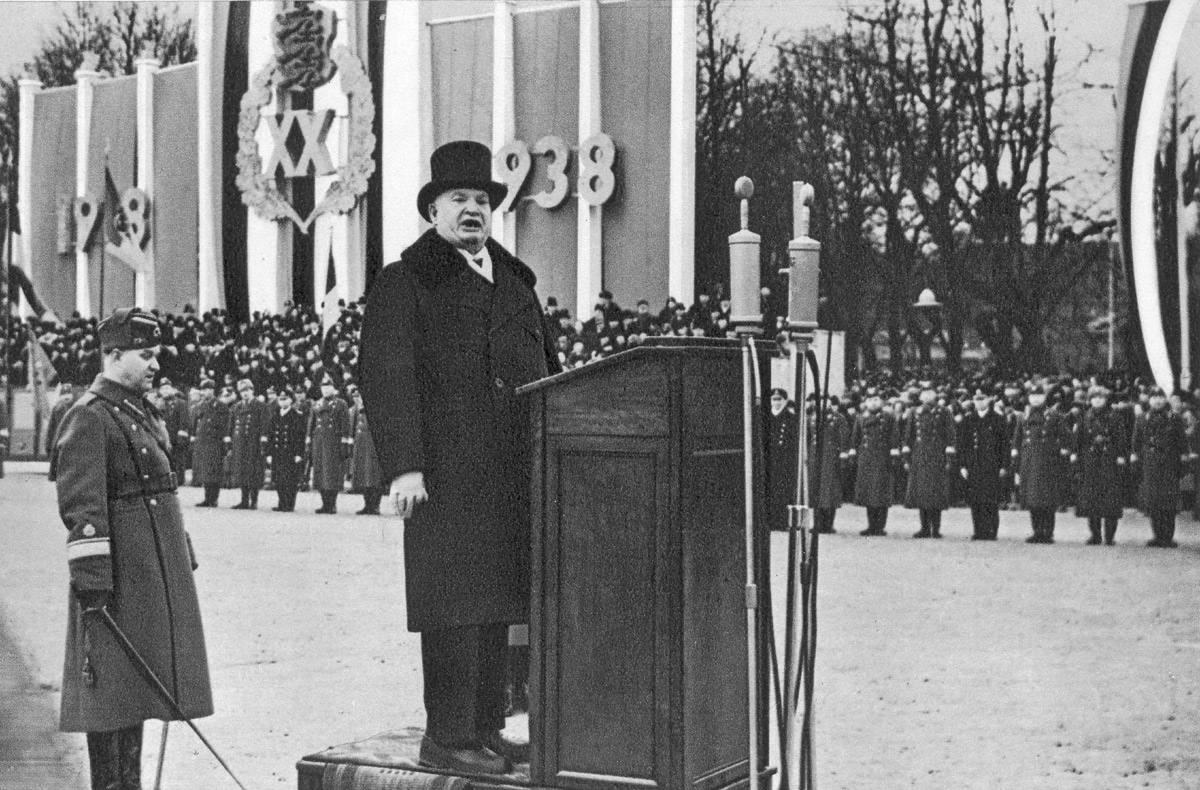
Discurso de Konstantin Päts durante el vigésimo aniversario de la declaración de independencia de Estonia (1938).

El 12 de marzo de 1934, Konstantin Päts dio un autogolpe de Estado que supuso la declaración del estado de emergencia y, en 1935, a la suspensión temporal de todos los partidos políticos. La medida contó con el apoyo del ejército estonio, encabezado por el general Johan Laidoner, y la mayor parte del parlamento. La medida estaba justificada en la necesidad de evitar que el movimiento Vaps triunfase en las futuras elecciones presidenciales; más de 400 miembros de la organización nacionalista fueron arrestados, entre ellos el candidato militar Andres Larka.
La consolidación en el poder de Päts dio origen a una etapa autoritaria conocida como «era del silencio» (Vaikiv ajastu), que duró desde 1934 hasta 1938. Las principales características son la fundación de un único movimiento político oficialista, la Liga Patriótica (Isamaaliit); la creación de un departamento de propaganda, la suspensión temporal de determinados derechos civiles y políticos, y el establecimiento de un sistema corporativista parcialmente similar al fascismo italiano. En esos años también se desarrollaron varios elementos de excesiva adulación de Päts como líder carismático.
Päts estuvo gobernando durante cuatro años a base de decretos leyes para eludir el parlamento. Algunas de las medidas aprobadas en esa etapa son el traslado del Tribunal Supremo de Tartu a Tallin con poderes limitados; la transformación del Instituto Técnico de Tallin en universidad; el impulso del idioma estonio con programas educativos, e incluso la adaptación de nombres extranjeros. A nivel internacional impulsó las relaciones diplomáticas con Polonia y Finlandia, y declaró a Estonia «país neutral» a finales de 1938.
Si bien la oposición fue muy crítica con todas estas medidas, Päts pudo aprobarlas con un índice de popularidad alto gracias al crecimiento de la economía estonia.
Bajo su mandato, el palacio Kadriorg fue remodelado por completo para convertirse en residencia presidencial. El palacio de Oru, de estilo renacentista, también fue adaptado como residencia de verano.

## Presidencia de Estonia (1938-1940)
Konstantin Päts ha sido presidente de Estonia desde el 24 de abril de 1938 hasta el 23 de julio de 1940. En su mandato contó con dos primeros ministros: Kaarel Eenpalu (1938-1939) y Jüri Uluots (1939-1940).
Ante las críticas de la oposición parlamentaria, Päts impulsó una nueva constitución en 1936 a través de referéndum y asamblea constituyente. Entre otras medidas se creaba una nueva jefatura con poder ejecutivo, el presidente de Estonia, que sería elegida por un sistema bicameral de Cámara de Diputados y Asamblea de Representantes Municipales. Con la única participación en los comicios de la Liga Patriótica y de candidatos independientes, Päts fue elegido presidente de Estonia en 1938.
Un mes después de asumir el cargo, el gobierno de Estonia otorgó amnistía a todos los presos políticos del país, es decir, a los líderes comunistas y a los del movimiento Vaps.
Todos los planes de Päts por consolidar el nuevo sistema se vinieron abajo con el estallido de la Segunda Guerra Mundial. Tras el incidente del submarino polaco Orzeł, en octubre de 1939 el presidente se vio obligado a firmar el tratado estonio-soviético de asistencia mutua que permitía al Ejército Rojo establecer bases militares en suelo estonio. La idea del presidente era aguantar sin injerencias hasta el estallido de una guerra entre la URSS y Alemania, por lo que siempre justificó que «Estonia no sería sovietizada». No obstante, y después de un ultimátum, Estonia tuvo que aceptar la invasión soviética el 17 de junio de 1940. Jüri Uluots fue reemplazado por un dirigente comunista, Johannes Vares.

## Deportación

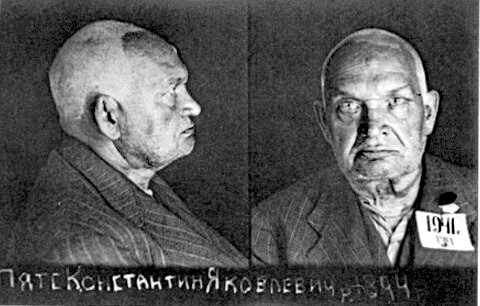
Ficha policial de Konstantin Päts.

El mismo día en que fue proclamada la República Socialista Soviética de Estonia, Päts envió a uno de sus hijos a la delegación de Estados Unidos en Tallin para solicitar asilo político. El mandatario llegaría a presentar su renuncia al frente del gobierno, algo que sucedió según distintas versiones entre el 21 de julio y el 23 de julio, y durante una semana permaneció bajo arresto domiciliario en la granja en Kloostrimetsa.
Los visados nunca llegaron a tiempo; el 30 de julio de 1940, el NKVD deportó a toda la familia a Ufá, Baskiria, a excepción de su hijo mayor que pudo exiliarse en Finlandia. Un año más tarde Konstantin fue acusado de colaboracionista, se le recluyó en la prisión de Butyrka y terminó en un campo de concentración.
Después de la Segunda Guerra Mundial, el exdirigente fue condenado por «actividades contrarrevolucionarias». En sus últimos años de vida permanecería ingresado en el psiquiátrico de Kalinin (actualmente Tver, Rusia) donde falleció el 18 de enero de 1956 a los 81 años por fallo multiorgánico.
Los restos mortales de Päts, originalmente enterrados en un ataúd a 15 km de Tver, no fueron repatriados a Estonia hasta 1990. Su tumba puede ser visitada en el cementerio Metsakalmistu de Tallin.

## Legado

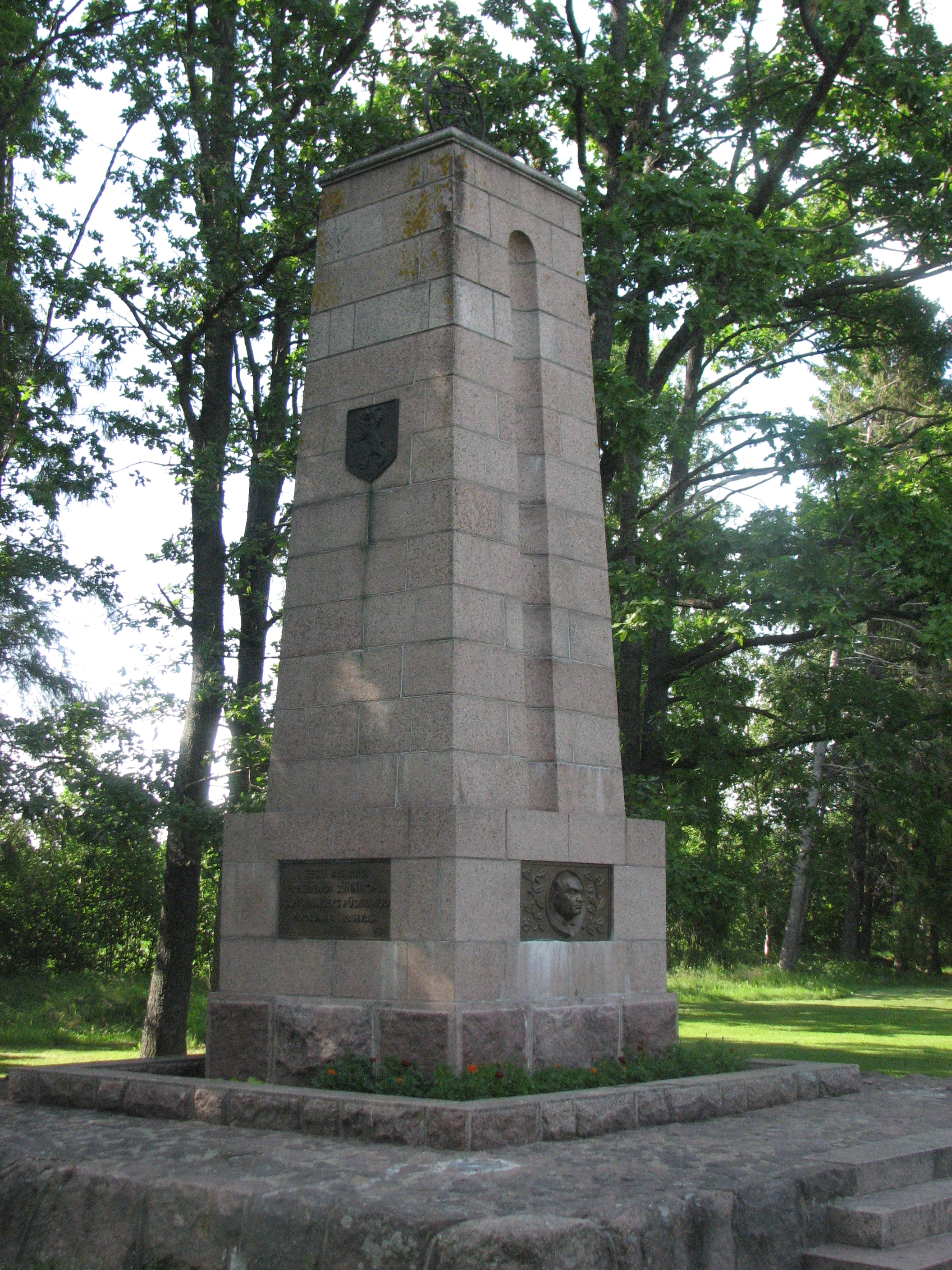
Monolito dedicado a Konstantin Päts en Tahkuranna.

Päts es uno de los personajes más importantes de la historia de Estonia del siglo XX por su papel en la declaración de independencia de 1918, por el liderazgo del ejército en la guerra de independencia de 1919, y por su protagonismo político durante las siguientes dos décadas. El desarrollo de Estonia como estado independiente, e incluso el origen de la ocupación soviética en 1940, no se entenderían sin su participación.
Dentro de su acción política, se critica especialmente el mandato autoritario que ejerció entre 1934 y 1938 (o 1940). Respecto al avance del movimiento Vaps, aprovechó la reforma presidencialista para consolidar su poder e ilegalizar a la organización paramilitar, pese a que otros partidos políticos habían defendido hacerlo antes. Ya con una débil oposición y con el parlamento efectivamente relegado a una cámara consultiva, pudo gobernar a través de decretos leyes. En su época tuvo buena aceptación a nivel nacional porque no había violencia política, y debido al crecimiento económico que experimentó Estonia en los años 1930. Su política exterior ha sido mucho más cuestionada, especialmente por la aprobación del tratado estonio-soviético de asistencia mutua.
Tras la restauración de la independencia, las nuevas autoridades recuperaron la memoria del dirigente como «primer presidente de Estonia». El monolito de Tahkuranna, erigido en su honor en 1939 y destruido por los soviéticos al año siguiente, fue restaurado en 1989. Un año más tarde se autorizó el traslado de sus restos mortales al cementerio Metsakalmistu de Tallin, y en 1991 se inauguró el museo de Konstantin Päts en su antigua granja, hoy situada dentro del Jardín Botánico de Tallin.